# Georg Friedrich Knapp
Georg Friedrich Knapp (født 7. marts 1842 i Gießen, Tyskland, død 20. februar 1926) var en tysk økonom, økonomisk historiker og grundlægger af cartalismen, der er en skole indenfor monetær teori. 
Fra 1874 var han professor ved Université de Strasbourg. I sit hovedværk, Staatliche Theorie des Geldes fra 1905, var hans centrale pointe, at penge kun accepteres som betalingsmiddel, fordi vi har givet dem den status. Dermed skabte han cartalismen, der har fået en vis udbredelse og bl.a. påvirket Keynes' pengeteori.